# Marele Premiu al Statelor Unite din 2021
Marele Premiu al Statelor Unite din 2021 (cunoscut oficial ca Formula 1 Aramco United States Grand Prix 2021) a fost o cursă de Formula 1 care s-a desfășurat între 22 și 24 octombrie 2021 pe Circuitul Americilor, Statele Unite ale Americii. Cursa a fost cea de-a șaptesprezecea etapă a Campionatului Mondial de Formula 1 din 2021. A fost câștigat de Max Verstappen de la Red Bull Racing, care a plecat din pole position, fiind urmat de Lewis Hamilton pe locul 2, și de Sergio Pérez pe locul 3.

## Clasamente

### Calificări
| Poz.                  | Nr. | Pilot              | Constructor               | Timpi calificări | Timpi calificări | Timpi calificări | Grila finală |
| Poz.                  | Nr. | Pilot              | Constructor               | Q1               | Q2               | Q3               | Grila finală |
| --------------------- | --- | ------------------ | ------------------------- | ---------------- | ---------------- | ---------------- | ------------ |
| 1                     | 33  | Max Verstappen     | Red Bull Racing-Honda     | 1:34,352         | 1:33,464         | 1:32,910         | 1            |
| 2                     | 44  | Lewis Hamilton     | Mercedes                  | 1:34,579         | 1:33,797         | 1:33,119         | 2            |
| 3                     | 11  | Sergio Pérez       | Red Bull Racing-Honda     | 1:34,369         | 1:34,178         | 1:33,134         | 3            |
| 4                     | 77  | Valtteri Bottas    | Mercedes                  | 1:34,590         | 1:33,959         | 1:33,475         | 9            |
| 5                     | 16  | Charles Leclerc    | Ferrari                   | 1:34,153         | 1:33,928         | 1:33,606         | 4            |
| 6                     | 55  | Carlos Sainz Jr.   | Ferrari                   | 1:34,558         | 1:34,126         | 1:33,792         | 5            |
| 7                     | 3   | Daniel Ricciardo   | McLaren-Mercedes          | 1:34,407         | 1:34,643         | 1:33,808         | 6            |
| 8                     | 4   | Lando Norris       | McLaren-Mercedes          | 1:34,551         | 1:33,880         | 1:33,887         | 7            |
| 9                     | 10  | Pierre Gasly       | AlphaTauri-Honda          | 1:34,567         | 1:34,583         | 1:34,118         | 8            |
| 10                    | 22  | Yuki Tsunoda       | AlphaTauri-Honda          | 1:35,360         | 1:35,137         | 1:34,918         | 10           |
| 11                    | 31  | Esteban Ocon       | Alpine-Renault            | 1:35,747         | 1:35,377         | N/A              | 11           |
| 12                    | 5   | Sebastian Vettel   | Aston Martin-Mercedes     | 1:35,281         | 1:35,500         | N/A              | 18           |
| 13                    | 99  | Antonio Giovinazzi | Alfa Romeo Racing-Ferrari | 1:35,920         | 1:35,794         | N/A              | 12           |
| 14                    | 14  | Fernando Alonso    | Alpine-Renault            | 1:35,756         | 1:44,549         | N/A              | 19           |
| 15                    | 63  | George Russell     | Williams-Mercedes         | 1:35,746         | Fără timp        | N/A              | 20           |
| 16                    | 18  | Lance Stroll       | Aston Martin-Mercedes     | 1:35,983         | N/A              | N/A              | 13           |
| 17                    | 6   | Nicholas Latifi    | Williams-Mercedes         | 1:35,995         | N/A              | N/A              | 14           |
| 18                    | 7   | Kimi Räikkönen     | Alfa Romeo Racing-Ferrari | 1:36,311         | N/A              | N/A              | 15           |
| 19                    | 47  | Mick Schumacher    | Haas-Ferrari              | 1:36,499         | N/A              | N/A              | 16           |
| 20                    | 9   | Nikita Mazepin     | Haas-Ferrari              | 1:36,796         | N/A              | N/A              | 17           |
| Regula 107%: 1:40,743 |     |                    |                           |                  |                  |                  |              |
| Sursa:                |     |                    |                           |                  |                  |                  |              |

Note
- ^1 – Valtteri Bottas a primit o penalizare de 5 locuri pe grila de start pentru folosirea unui nou motor.[5]
- ^2 – Sebastian Vettel a fost nevoit să înceapă din spatele grilei pentru depășirea numărului de elemente ale motorului.[5]
- ^3 – Fernando Alonso a fost nevoit să înceapă din spatele grilei pentru depășirea numărului de elemente ale motorului.[6]
- ^4 – George Russell a fost nevoit să înceapă din spatele grilei pentru depășirea numărului de elemente ale motorului.[5]

### Cursa
| Poz.                                                               | Nr. | Pilot              | Constructor               | Tururi | Timp/Retras       | Puncte |
| ------------------------------------------------------------------ | --- | ------------------ | ------------------------- | ------ | ----------------- | ------ |
| 1                                                                  | 33  | Max Verstappen     | Red Bull Racing-Honda     | 56     | 1:34:36,552       | 25     |
| 2                                                                  | 44  | Lewis Hamilton     | Mercedes                  | 56     | +1,333            | 19     |
| 3                                                                  | 11  | Sergio Pérez       | Red Bull Racing-Honda     | 56     | +42,223           | 15     |
| 4                                                                  | 16  | Charles Leclerc    | Ferrari                   | 56     | +52,246           | 12     |
| 5                                                                  | 3   | Daniel Ricciardo   | McLaren-Mercedes          | 56     | +1:16,854         | 10     |
| 6                                                                  | 77  | Valtteri Bottas    | Mercedes                  | 56     | +1:20,128         | 8      |
| 7                                                                  | 55  | Carlos Sainz Jr.   | Ferrari                   | 56     | +1:23,545         | 6      |
| 8                                                                  | 4   | Lando Norris       | McLaren-Mercedes          | 56     | +1:24,395         | 4      |
| 9                                                                  | 22  | Yuki Tsunoda       | AlphaTauri-Honda          | 55     | +1 tur            | 2      |
| 10                                                                 | 5   | Sebastian Vettel   | Aston Martin-Mercedes     | 55     | +1 tur            | 1      |
| 11                                                                 | 99  | Antonio Giovinazzi | Alfa Romeo Racing-Ferrari | 55     | +1 tur            |        |
| 12                                                                 | 18  | Lance Stroll       | Aston Martin-Mercedes     | 55     | +1 tur            |        |
| 13                                                                 | 7   | Kimi Räikkönen     | Alfa Romeo Racing-Ferrari | 55     | +1 tur            |        |
| 14                                                                 | 63  | George Russell     | Williams-Mercedes         | 55     | +1 tur            |        |
| 15                                                                 | 6   | Nicholas Latifi    | Williams-Mercedes         | 55     | +1 tur            |        |
| 16                                                                 | 47  | Mick Schumacher    | Haas-Ferrari              | 54     | +2 tururi         |        |
| 17                                                                 | 9   | Nikita Mazepin     | Haas-Ferrari              | 54     | +2 tururi         |        |
| Ab                                                                 | 14  | Fernando Alonso    | Alpine-Renault            | 49     | Aripa spate       |        |
| Ab                                                                 | 31  | Esteban Ocon       | Alpine-Renault            | 40     | Problemă mecanică |        |
| Ab                                                                 | 10  | Pierre Gasly       | AlphaTauri-Honda          | 14     | Suspensie         |        |
| Cel mai rapid tur: Lewis Hamilton (Mercedes) – 1:38.485 (turul 41) |     |                    |                           |        |                   |        |
| Sursa:                                                             |     |                    |                           |        |                   |        |

| Loc    | 1  | 2  | 3  | 4  | 5  | 6 | 7 | 8 | 9 | 10 | CMRT |
| Puncte | 25 | 18 | 15 | 12 | 10 | 8 | 6 | 4 | 2 | 1  | 1    |

Note
- ^1 – Include un punct pentru cel mai rapid tur.

## Clasamentele campionatelor după cursă
|           | Poz. | Pilot           | Puncte |
| --------- | ---- | --------------- | ------ |
| Unchanged | 1    | Max Verstappen  | 287,5  |
| Unchanged | 2    | Lewis Hamilton  | 275,5  |
| Unchanged | 3    | Valtteri Bottas | 185    |
| 1         | 4    | Sergio Pérez    | 150    |
| 1         | 5    | Lando Norris    | 149    |
| Sursa:    |      |                 |        |

|           | Poz. | Constructor           | Puncte |
| --------- | ---- | --------------------- | ------ |
| Unchanged | 1    | Mercedes              | 460,5  |
| Unchanged | 2    | Red Bull Racing-Honda | 437,5  |
| Unchanged | 3    | McLaren-Mercedes      | 254    |
| Unchanged | 4    | Ferrari               | 250,5  |
| Unchanged | 5    | Alpine-Renault        | 104    |
| Sursa:    |      |                       |        |

- Notă: Doar primele cinci locuri sunt prezentate în ambele clasamente.
- Textul îngroșat indică concurenții care mai aveau șansa teoretică de a deveni Campion Mondial.